# Dompierre-sur-Besbre
Dompierre-sur-Besbre [dɔ̃pjɛʁ syʁ bɛbʁ] ist eine französische Kleinstadt mit 2970 Einwohnern (Stand: 1. Januar 2022) im Département Allier in der Region Auvergne-Rhône-Alpes. Sie gehört zum Arrondissement Vichy und ist Mitglied im Gemeindeverband Communauté de communes Entr’Allier Besbre et Loire. Das Bureau centralisateur des gleichnamigen Kantons befindet sich in Dompierre-sur-Besbre. Die Bewohner werden Dompierrois und Dompierroises genannt.

## Lage
Die Kleinstadt Dompierre-sur-Besbree liegt am Fluss Besbre, der wenige Kilometer weiter in die Loire mündet, 18 Kilometer östlich von Moulins. Der Stichkanal des Loire-Seitenkanals endet hier in einem Hafenbecken rund 120 Kilometer nordwestlich von Lyon und 95 Kilometer nordöstlich von Clermont-Ferrand und grenzt an das benachbarte Département Saône-et-Loire in der Region Bourgogne-Franche-Comté. Nachbargemeinden von Dompierre-sur-Besbre sind Beaulon im Norden, Saint-Aubin-sur-Loire im Nordosten, Diou im Osten, Saint-Pourçain-sur-Besbre im Süden sowie Thiel-sur-Acolin im Westen.

## Bevölkerungsentwicklung
| Jahr                       | 1962 | 1968 | 1975 | 1982 | 1990 | 1999 | 2006 | 2016 | 2022 |
| Einwohner                  | 3528 | 4031 | 4115 | 4040 | 3807 | 3477 | 3307 | 3052 | 2970 |
| Quellen: Cassini und INSEE |      |      |      |      |      |      |      |      |      |

## Sehenswürdigkeiten
- Schloss Chambonnet aus dem 16. Jahrhundert, Monument historique[1]
- Maison de la Tour, Fachwerkhaus, Monument historique[2]
- Schloss La Bergerie
- In den Jahren 1895 und 1910 wurden zwei Depotfunde mit antiken römischen Münzen in Dompierre-sur-Besbre entdeckt.

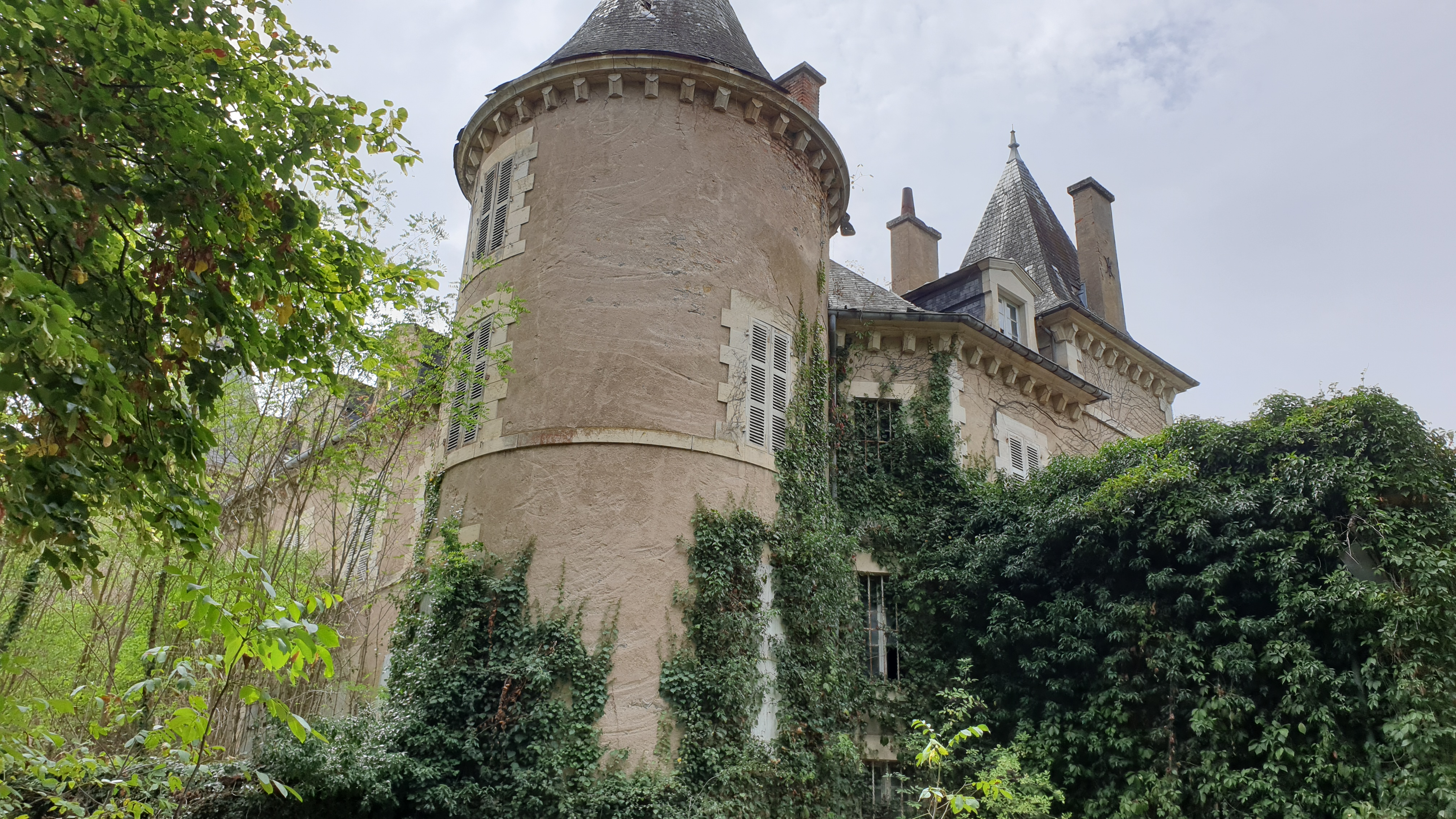
Schloss La Bergerie
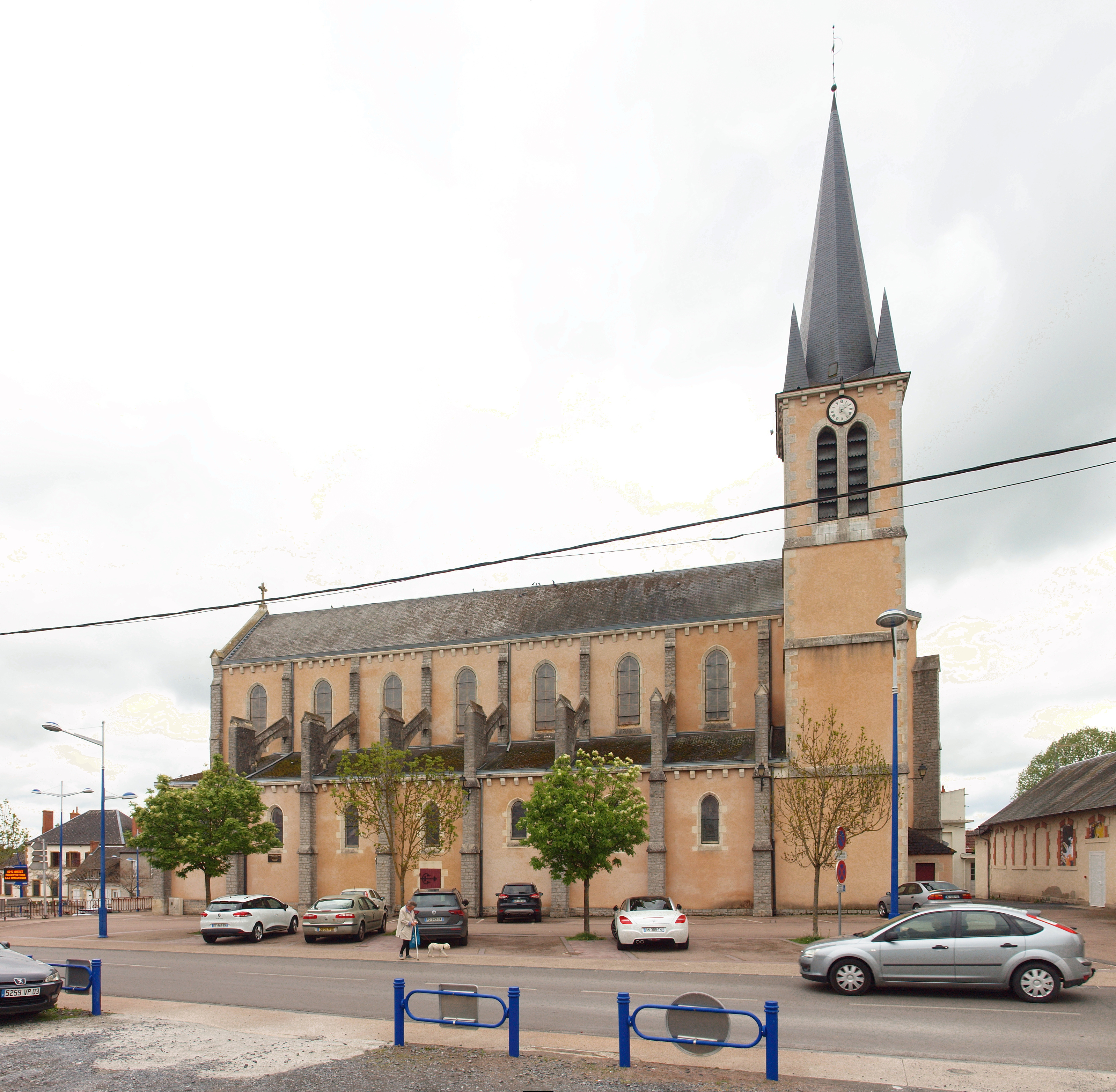
Kirche Saint-Joseph
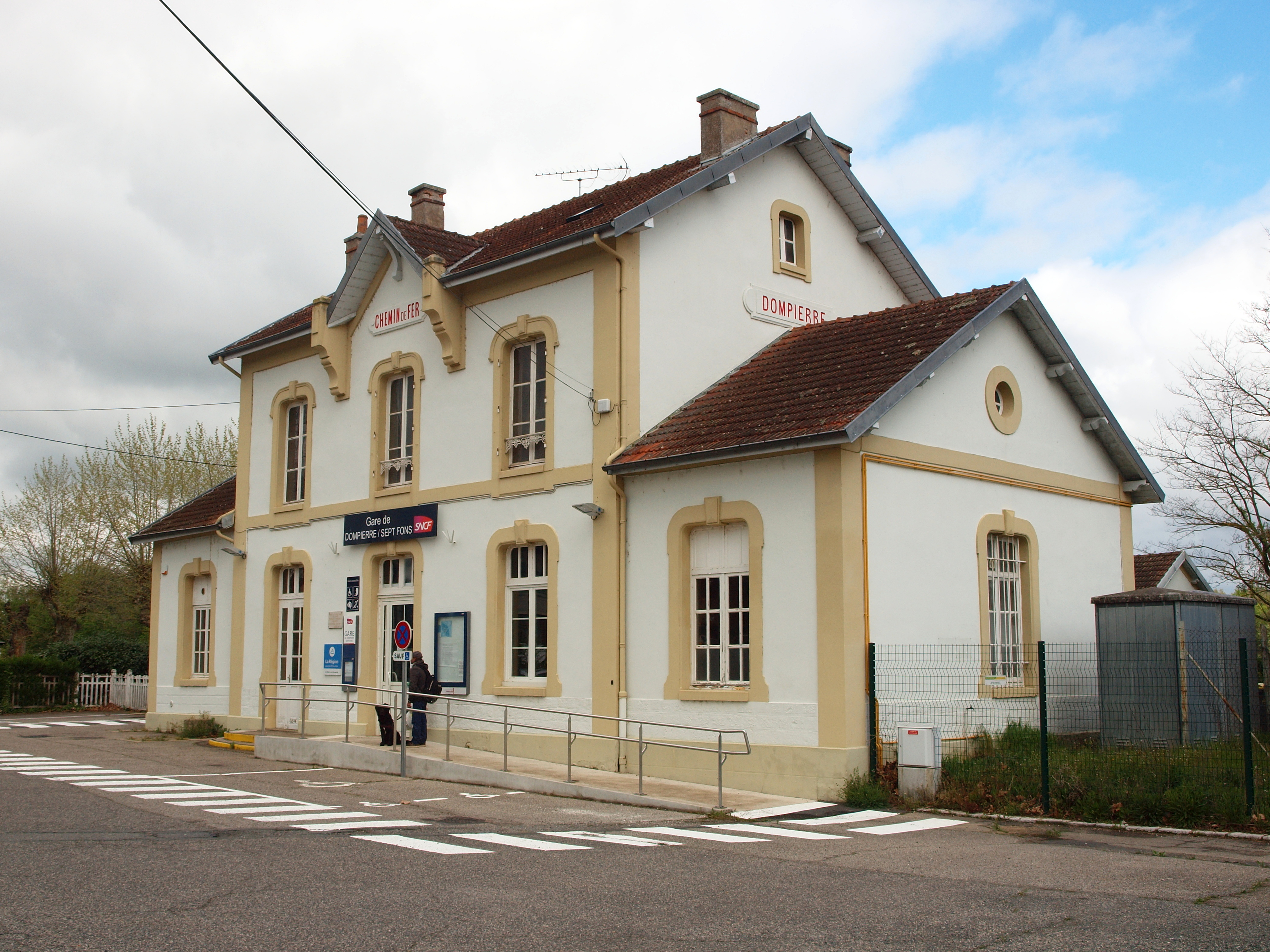
Bahnhof Dompierre-Sept-Fons
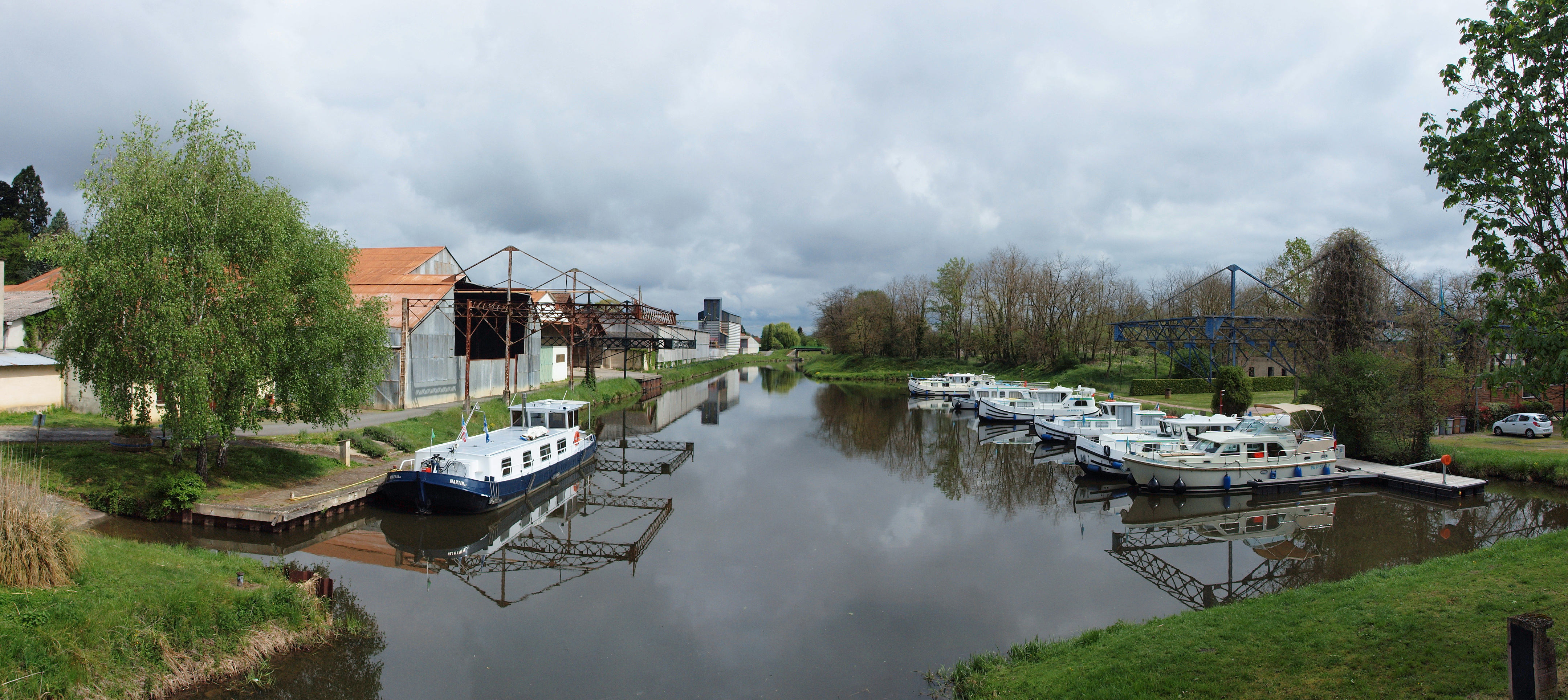
Hafen am Stichkanal
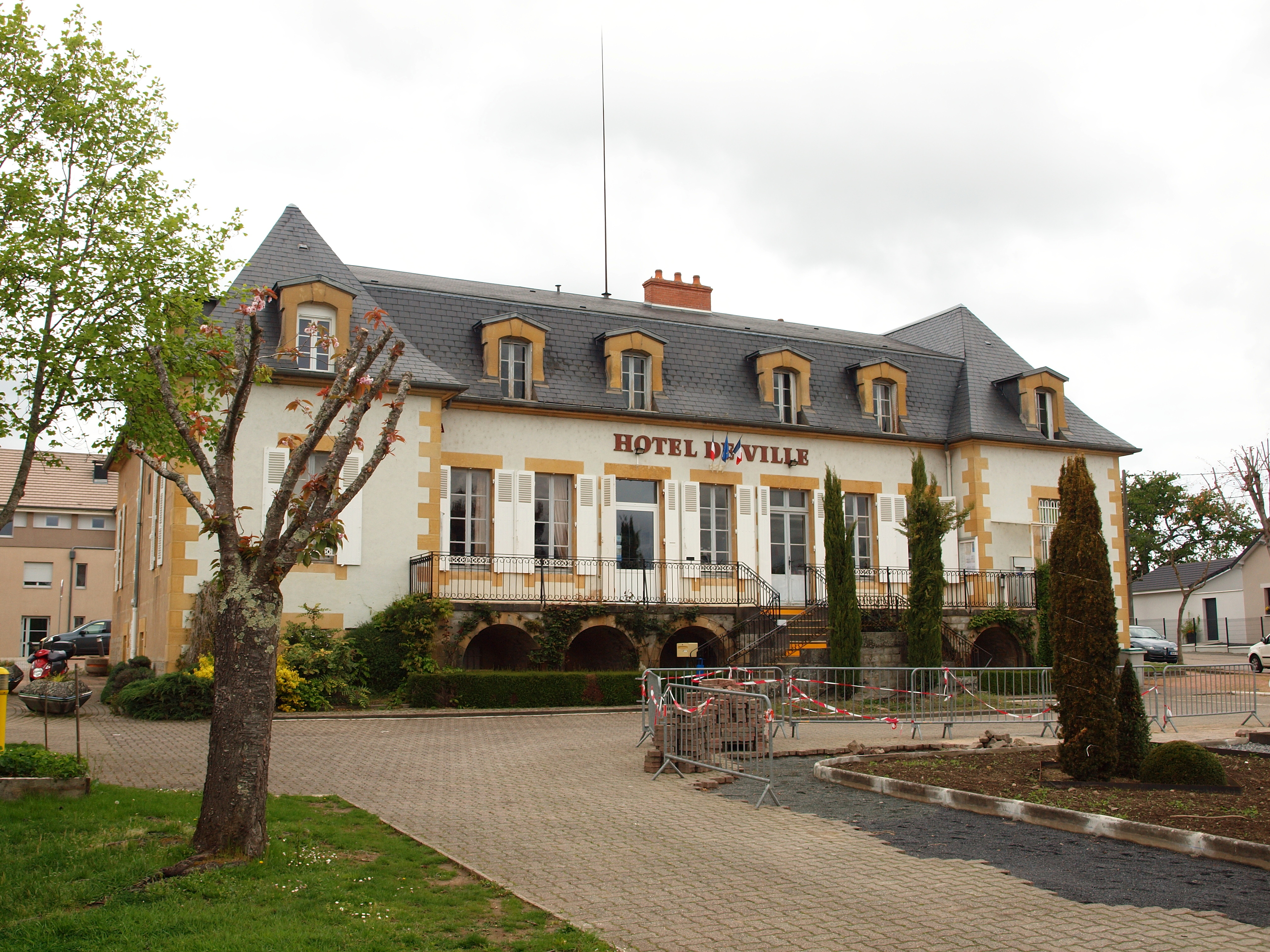
Hôtel de ville

## Wirtschaft und Infrastruktur

### Verkehr
Dompierre-sur-Besbre wird von der ehemaligen Nationalstraße 79 durchquert, die nach der Eröffnung der Autoroute A 79 im Jahr 2022 zur Departementsstraße 779 abgestuft wurde. Die A 79 weist im Gemeindegebiet zwei Anschlussstellen (26 Dompierre Nord und 27 Dompierre Ouest) auf, eine weitere (25 Dompierre Est) befindet sich knapp östlich der Gemeindegrenze.
Der Bahnhof Dompierre-Sept-Fons an der Bahnstrecke Moulins–Mâcon liegt am nördlichen Rand des Orts. Diese wurde im entsprechenden Abschnitt am 10. Mai 1869 von der Compagnie de la Dombes eröffnet und 1874 von der Compagnie des chemins de fer de Paris à Lyon et à la Méditerranée (PLM) übernommen. Aktuell wird er von Regionalzügen des TER Auvergne-Rhône-Alpes bedient.
Der 1838 in Betrieb genommene Loire-Seitenkanal und sein kurzer Stichkanal nach Dompierre sind für Frachtschiffe der Freycinet-Klasse befahrbar. Dieser Verkehrsweg hat heute jedoch keine kommerzielle Bedeutung mehr, sondern wird ausschließlich für Freizeitzwecke genutzt.

### Tourismus
Im Hafenbecken von Dompierre wurde eine Bootsbasis eingerichtet, wo Hausboote an Touristen vermietet werden.

## Belege
1. ↑  Château de Chambonnet in der Base Mérimée des französischen Kulturministeriums (französisch)
2. ↑  Maison de la Tour in der Base Mérimée des französischen Kulturministeriums (französisch)